# Județul Silistra Nouă

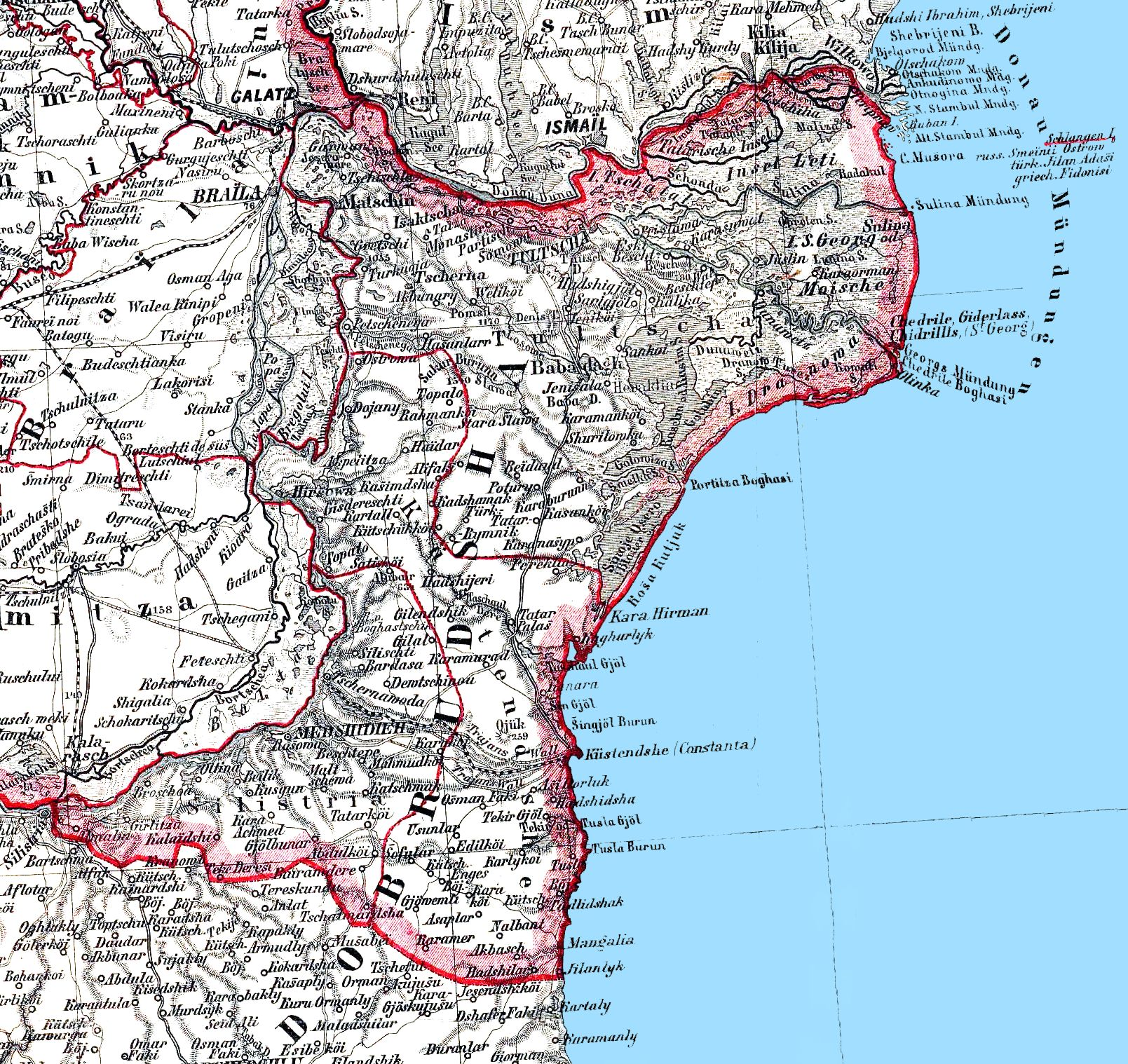
Hartă reprezentând împărţirea administrativă a Dobrogei în 1878-1879

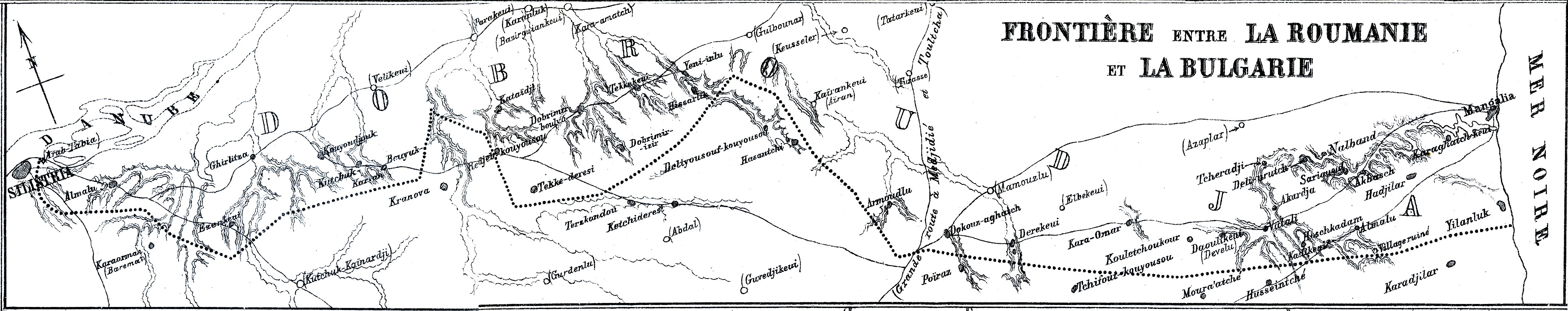
Frontiera româno-bulgară din 1878

Județul Silistra  sau Silistra Nouă este un fost județ din Regatul României.

## Istoric
După Războiul de Independență al României din anii 1877 - 1878, centrul și nordul Dobrogei a intrat sub administrația României. Regulamentul de organizare administrativă întocmit de ministrul C.A. Rosetti, prevedea că teritoriul Dobrogei se împarte în trei județe: Tulcea, Kiustengea (Constanța) și Silistra. Județul Tulcea se compunea din patru plăși (Tulcea, Sulina, Măcin și Babadag), județul Kiustengea din trei plăși (Mangalia, Kiustengea și Hârșova), iar județul Silistra din două plăși (Medgidia și Silistra).
Tratatul de la Berlin din 1878 a demarcat frontiera româno-bulgară, care nu atribuia României localitatea Silistra (cu excepția fortăreței Arab-Tabia), în ciuda insistențelor delegației române. Astfel, în urma acestui tratat, denumirea a fost schimbată în Silistra Nouă, iar reședința județului a fost mutată la Cernavodă (din noiembrie 1878 până la 1 aprilie 1879), apoi la Medgidia (până la desființarea sa la data de 24 martie/9 aprilie 1879). Prefect al județului Silistra Nouă a fost numit generalul Cantilli, iar directorul Prefecturii poetul Alexandru Macedonski. 
După desființare, suprafața județului a fost atribuită în întregime județului Constanța. După anexarea Cadrilaterului în 1913, județul a fost reînființat cu denumirea Silistra, pe teritoriul anexat, preluând din vechiul teritoriu doar localitățile din extremitatea sud-vestică a județului Constanța ; din 01.04.1914 denumirea județului se schimbă în Durostor (până în 1940, când a fost restabilită frontiera din perioada 1878 - 1913).